# Wassyl Stankowytsch
Wassyl Wassyljowytsch Stankowytsch (ukrainisch Василь Васильович Станкович; * 25. April 1946 in Irschawa, Ukrainische SSR) ist ein ehemaliger sowjetischer Florettfechter.

## Erfolge
Wassyl Stankowytsch wurde 1971 in Wien im Einzel Weltmeister, nachdem er bereits 1969 in Havanna den zweiten Rang belegt hatte. Mit der Mannschaft gewann er 1969 in Havanna, 1970 in Ankara, 1973 in Göteborg und 1974 in Grenoble jeweils den Titel. Dreimal nahm er an Olympischen Spielen teil: 1968 erreichte er in Mexiko-Stadt mit der Mannschaft ungeschlagen das Gefecht um die Goldmedaille, in der sich Frankreich gegen die sowjetische Equipe mit 9:6 durchsetzte. Neben Juri Scharow, German Sweschnikow, Juri Sissikin und Wiktor Putjatin erhielt Stankowytsch die Silbermedaille. Die Einzelkonkurrenz schloss er auf dem neunten Rang ab. Bei den Olympischen Spielen 1972 wiederholte er in München den Erfolg mit der Mannschaft, als er gemeinsam mit Wladimir Denissow, Anatoli Koteschew, Leonid Romanow und Wiktor Putjatin, diesmal hinter Polen, erneut Silber gewann. Im Einzel schied er in der Viertelfinalrunde aus. Vier Jahre darauf in Montreal verpasste er sowohl im Einzel als auch mit der Mannschaft jeweils mit dem vierten Platz einen weiteren Medaillengewinn. Stankowytsch war zudem Teil der Degen-Equipe, mit der er den fünften Platz erreichte.